# 젊은 표정
"젊은 표정"(A Young Look)은 한국에서 제작된 이성구 감독의 1960년 드라마 영화이다. 남양일 등이 주연으로 출연하였고 이병일 등이 제작에 참여하였다.

## 출연

### 주연
- 남양일
- 엄앵란
- 김혜정
- 이대엽

## 기타
- 조명: 이한찬
- 녹음: 이경순
- 미술: 홍성칠